# برونو مادرنا
برونو مادِرنا (به ایتالیایی: Bruno Maderna) آهنگساز و رهبر ارکستر ایتالیایی در ۲۷ آوریل ۱۹۲۰ در ونیز، ایتالیا به دنیا آمد و در ۱۳ نوامبر ۱۹۷۳ در دارمشتات، آلمان درگذشت. تأثیر او بر زندگی موسیقایی اواسط قرن بیستم از طریق تعدادی از آثار مهم، از طریق تدریس و رهبری او، که کمک قابل توجهی به انتشار گسترده‌تر شاهکارهای آوانگارد اروپایی کرد، احساس شد. ابزارهای سبک مادرنا، اصیل و غالباً متمایز از معاصرانی چون لوچیانو بریو، پیر بولز، اشتوکهاوزن و نونو، شامل استفاده مشخص او از تکنیک های پیش ترکیبی قطعی، تفسیر خود او از مفهوم «کار باز» و رشته ملودیک است که حتی در عین حال پیچیده ترین بافتها قابل درک است.

## برخی از آثار
- کنسرتو ویلن
- ۳ کنسرتو ابوا
- کنسرتو ترومپت
- اپرای ساتیریکُن
- «قطعه ای برای ایوری» برای ویلن

## شنیدن آثار
- deezer
- youtube
- musiquecontemporaine